# 埃爾尼多 (加利福尼亞州默塞德縣)
埃爾尼多（英語：El Nido）是位於美國加利福尼亞州默塞德縣的一個人口普查指定地區。

## 地理
埃爾尼多的座標為37°08′06″N 120°29′32″W / 37.13500°N 120.49222°W，而該地最高點為海拔高度43米（即141英尺）。

## 人口
根據2010年美國人口普查的數據，埃爾尼多的面積為8.526平方千米，均為陸地。當地共有人口330人，而人口密度為每平方千米38人。